# Everywhere but Home
Everywhere But Home es un DVD en vivo de la banda Foo Fighters, lanzado el 25 de noviembre de 2003. Contiene cinco conciertos de la gira "One by One Tour".

## Lista de canciones

### Toronto
1. "All My Life"
2. "My Hero"
3. "Breakout"
4. "Have It All"
5. "Generator"
6. "Learn to Fly"
7. "For All the Cows"
8. "Stacked Actors"
9. "Low"
10. "Hey, Johnny Park!"
11. "Monkey Wrench"
12. "Times Like These" (Acoustic)
13. "Aurora"
14. "Tired of You"
15. "Everlong"

### WashingtonD.C.
1. "Doll" (Acoustic)
2. "See You" (Acoustic)
3. "My Hero" (Acoustic)
4. "For All The Cows" (Acoustic)
5. "Everlong" (Acoustic)

### Slane Castle
1. "All My Life"
2. "Low"
3. "Generator"
4. "Aurora"
5. "My Hero"
6. "Breakout"
7. "Weenie Beenie"
8. "Encore"
9. "Hey Johnny Park"
10. "Times Like These"
11. "Stacked Actors"
12. "Everlong"
13. "Tired of You"

### Reykjavik (Audio Only)
1. "All My Life"
2. "The One"
3. "Times Like These"
4. "My Hero"
5. "Learn To Fly"
6. "Have It All"
7. "For All The Cows"
8. "Breakout"
9. "Generator"
10. "Stacked Actors"
11. "Low"
12. "Hey, Johnny Park!"
13. "Monkey Wrench"
14. "Aurora"
15. "Weenie Beenie"
16. "Tired Of You"
17. "Everlong"

### Dublin (Hidden Concert)
Este huevo de Pascua incluye las canciones «All My Life», «Breakout», «The One», «My Hero», «Aurora», «Low», finalizando con «Everlong».

## Contenido adicional
El DVD contiene una grabación oculta grabada en el concierto de Dublín, a la que puede accederse siguiendo los siguientes pasos:[cita requerida]
- Ve al menú principal
- Selecciona "Slane Castle"
- Presiona 3, espera a que la flecha roja vuelva a aparecer
- Repite el paso previo para 8, 2, 5, 4 y 6.

## Créditos

### Miembros de la banda
- Dave Grohl - vocalista, guitarra
- Chris Shiflett - guitarra, voz de apoyo
- Nate Mendel - bajo
- Taylor Hawkins - batería